# Arne Lindqvist
Arne Bertil Lindqvist, född 23 april 1927 på Lunds lasarett, död 7 oktober 2010 i Tjörnarp i Höörs församling, var en svensk målare, tecknare, skulptör och grafiker.
Han var son till Skräddarmästare Sture Ferdinand Lindqvist och Frida Amalia Larsson. Han studerade vid Slöjdföreningens skola i Göteborg 1944–1946 och fortsatte med skulpturstudier vid Konstakademien i Helsingfors 1949–1950 samt grafik under samma tidsperiod vid Finlands Centralskola för konstflit, därefter bedrev han självstudier under resor till bland annat Nederländerna, Italien, Frankrike, Spanien och de Nordiska länderna. Tillsammans med Ingvar